# Lubieszyn (Wąwelnica)
Lubieszyn (do 1945 niem. Marienhof) – przysiółek wsi Wąwelnica, w woj. zachodniopomorskim w powiecie polickim, w gminie Dobra (Szczecińska). Leży przy granicy polsko-niemieckiej, na Równinie Wkrzańskiej ok. 14 km na północny zachód od Szczecina.
Założony na planie ulicówki. Lubieszyn i Wąwelnica stanowią sołectwo Wąwelnica.

## Historia
Dokładny czas założenia wsi nie jest znany, ale występowała już na XIX-wiecznych mapach regionu. Od 1972 do końca 2007 roku funkcjonowało tu (na drodze krajowej nr 10) drogowe przejście graniczne Lubieszyn-Linken, początkowo do NRD, a następnie do zjednoczonych Niemiec, znacznie rozbudowane w 2003 roku.
Ponadto we wsi obecne są liczne, typowe dla miejscowości przygranicznych, hale targowe i targowiska, salony fryzjerskie i kosmetyczne, gabinety weterynaryjne, warsztaty samochodowe, stacje benzynowe i bary typu fast-food.